# Young All-Stars
Young All-Stars (algumas vezes traduzido como Jovem Comando) é um fictício grupo de heróis pertencente à editora estadunidense DC Comics, bem como o nome de sua extinta revista nos EUA. Criados por Roy Thomas, Dann Thomas e Michael Bair, o grupo surgiu em Young All-Stars #1 (Junho 1987). Inédito no Brasil, porém citado na linha de tempo em Zero Hora #0.
A série foi criada como uma forma de estabelecer as pontas soltas dentro da continuidade de All-Star Squadron; os Young All-Stars eram um segmento do grupo, formado apenas por jovens heróis, em plena Segunda Guerra. Como resultado da Crise nas Infinitas Terras, os heróis da Terra 2, Superman, Mulher-Maravilha e Batman jamais existiram; os membros Iron Munro,  Fúria e o Raposa Voadora substituíram esses heróis nesta continuidade.

## Membros

### Criados para a série
- Iron Munro: Forte e invulnerável, não usava uniforme.
- Fúria: criada para a série para substituir Mulher Maravilha da Terra 2 como mãe de A Fúria; Helena Kosmatos ganhou poderes das Fúrias da mitologia.
- Raposa Voadora: um shamã da tribo canadense Quontaka. Tinha uma pele de raposa mágica que lhe permitia voar.

### Existentes na Era de Ouro
- Dan the Dyna-Mite: ex-sidekick de TNT; antes da morte de seu mentor, os dois juntavam seus anéis para criar uma explosão; depois que TNT morreu, Dan podia usar os 2 anéis e criar explosões sozinho.
- Neptune Perkins: jovem com poderes aquáticos; sofre de uma doença que o impede de ficar longe da água do mar.
- Tigresa (Paula Brooks): Originalmente uma heroína, mas tornou-se a vilã Caçadora depois que deixou o grupo.
- Sandy: sidekick do Sandman Wesley Dodds.

### Surgidos em All-Star Squadron
- Tsunami: Miya Shimada é uma nissei nipo-americana com poderes sobre a água, e respiração subaquática.